# هنگ کنگ ایر اینترنشنال ال‌تی‌دی
هنگ کنگ ایر اینترنشنال ال‌تی‌دی (به انگلیسی: Hong Kong Air International Ltd) یک شرکت هواپیمایی با کد یاتا HI بود. دفتر مرکزی هنگ کنگ ایر اینترنشنال ال‌تی‌دی در هنگ کنگ واقع شده‌ بود.